# Alessandro Fei
Alessandro Fei (Saronno, 29 de novembro de 1978) é um ex-jogador de voleibol da Itália que defendeu a seleção italiana de 1997 até 2012.
Fei ganhou um total de quatro Campeonatos Italiano - Serie A1, cinco Copas da Itália e uma Liga dos Campeões da Europa. Participou de 253 partidas pela seleção italiana, com a qual conquistou um Campeonato Mundial (1998) e dois Campeonatos Europeus (2003 e 2005).
Ele foi escolhido para fazer parte do time All-Star do Campeonato Italiano de 2005. Com o Sisley Treviso, Fei venceu a Liga dos Campeões da Europa de 2005–06 e foi premiado como o "Most Valuable Player" e "melhor sacador".

## Carreira

### Clube
Fei começou a atuar como central em 1993 pelo Pallavolo Foiano. Na temporada 2000/01 conquistou seus primeiros títulos: a Copa Itália e a Taça Challenge; pelo Associazione Sportiva Volley Lube.
Atuou pelo Sisley Volley de 2001 até 2012 onde conquistou diversos títulos, entre eles os 4 títulos consecutivos do Campeonato Italiano e o título da Liga dos Campões. Nas temporadas 2012/13 e 2013/14, após ser contratado pelo 
Copra Elior Piacenza, conquistou a Copa Itália e a Taça Challenge.
Na temporada 2018/2019 foi disputar a segunda divisão do campeonato italiano defendendo as cores do Gas Sales Piacenza, onde ajudou o clube a chegar ao principal escalão do voleibol italiano após conquistar o título da Serie A2.
Em 2020 o jogador anunciou a sua aposentadoria das quadras e revelou também a sua próxima ocupação: dirigente do Gas Sales Piacenza.

### Seleção
Estreou pela seleção italiana em 1998, onde no mesmo ano conquistou o título do Campeonato Mundial, no Japão. Dois anos após conquistou o seu primeiro título da Liga Mundial, após derrotar a seleção russa por 3 sets a 2. Em 2004 conquistou a medalha de prata nos Jogos Olímpicos de Atenas após ser derrotado na final pela seleção brasileira. No ano seguinte conquistou seu segundo título do Campeonato Europeu.
Fez sua despedida com a camisa azzurra nos Jogos Olímpicos de Londres, em 2012. Na ocasião o oposto conquistou a medalha de bronze após derrotar a seleção búlgara por 3 sets a 1.

## Clubes
- Pallavolo Foiano: 1993/94 - 1993/94
- Jucker Padova: 1995/96 - 1997/98
- Lube Banca Marche Macerata: 1998/99 - 2000/01
- Sisley Belluno: 2001/02 - 2011/12
- Copra Elior Piacenza: 2012/13 - 2013/14
- Cucine Lube Banca Marche Civitanova: 2014/15 - 2015/16
- Top Volley Latina: 2016/17 - 2016/17
- Wixo LPR Piacenza: 2017/18 - 2017/18
- Gas Sales Piacenza: 2018/19 - 2019/20

## Títulos e Prêmios

### Clubes
- Liga dos Campeões: 1

2005-06
- Taça CEV: 1

2010-11
- Taça Challenge: 3

2000-01, 2002-03, 2012-13
- Campeonato Italiano: 4

2002-03, 2003-04, 2004-05, 2006-07
- Copa Itália: 5

2000-01, 2003-04, 2004-05, 2006-07, 2013-14
- Supercopa Italiana: 6

2001, 2003, 2004, 2005, 2007, 2014

### Individuais
- "Melhor Atacante" da Copa dos Campeões de 2005–06
- "Most Valuable Player" da Copa dos Campeões de 2005–06
- "Melhor sacador" da Copa dos Campeões de 2005–06